# Stockholm-Arlanda (postort)
Stockholm-Arlanda är en postort som omfattar verksamheter och vägar i anslutning till flygplatsområdet vid Arlanda flygplats i Sigtuna kommun, Stockholms län.
Postnumren ligger i serien 190 40–190 60.